# Prodidomus seemani
Prodidomus seemani là một loài nhện trong họ Gnaphosidae.
Loài này thuộc chi Prodidomus. Prodidomus seemani được Norman I. Platnick & Barbara Baehr miêu tả năm 2006.